# Adrian Tchaikovsky
Pour les articles homonymes, voir Tchaïkovski.
Œuvres principales
- Dans la toile du temps
- Dans les profondeurs du temps
- Série Shadows of the Apt
- Sur la route d'Aldébaran
- Le Dernier des aînés

Adrian Tchaikovsky, né Adrian Czajkowski le 14 juin 1972 à Woodhall Spa en Angleterre, est un romancier britannique de fantasy, d'horreur et de science-fiction. Son roman Dans la toile du temps a obtenu le prix Arthur-C.-Clarke 2016 tandis que The Tiger and the Wolf a obtenu le prix British Fantasy 2017.

## Biographie
Adrian Tchaikovsky est né à Woodhall Spa, dans le Lincolnshire. Il a étudié la zoologie et la psychologie à l'université de Reading. Il a ensuite travaillé comme cadre juridique. Il est actuellement employé en tant que cadre juridique au département des litiges commerciaux de Blacks, à Leeds. Il vit à Leeds avec sa femme et son fils.
Adrian Tchaikovsky a écrit des ouvrages et essayé de les faire publier pendant quinze ans avant qu'en 2008, Empire in Black and Gold soit enfin publié par Tor Books (UK) - une marque de Macmillan Publishers - au Royaume-Uni. La série a ensuite été reprise pour publication en Amérique par Pyr Books. Adrian Tchaikovsky a déclaré sur son blog qu'il avait choisi de publier sous le nom de Tchaïkovski, l'orthographe de son nom risquant de poser problème aux lecteurs américains et britanniques, tant en orthographe qu'en prononciation. Il s'agit d'une approche marketing commune aux industries de l'édition aux États-Unis et au Royaume-Uni, où les éditeurs estiment qu'un nom devrait être modifié pour faciliter les ventes. Par la suite, les éditions américaine et allemande du livre et de ses suites ont été publiées sous le même nom. Adrian Tchaikovsky souhaitait que les éditions polonaises de ses romans soient imprimées sous son vrai nom, mais elles utilisaient aussi Tchaikovsky.
Le 23 janvier 2019, il a reçu un doctorat honorifique en arts de l'université de Lincoln.
Son roman Dans les profondeurs du temps a reçu le prix British Science Fiction du meilleur roman 2019.
Le prix Hugo de la meilleure série littéraire 2023 a été attribuée à sa série Dans la toile du temps. Adrian Tchaikovsky se refuse cependant à mentionner cette distinction dans sa bibliographie en raison de la controverse entourant le prix Hugo 2023.

## Œuvres

### SérieShadows of the Apt
1. (en) Empire in Black and Gold, 2008
2. (en) Dragonfly Falling, 2009
3. (en) Blood of the Mantis, 2009
4. (en) Salute the Dark, 2010
5. (en) The Scarab Path, 2010
6. (en) The Sea Watch, 2011
7. (en) Heirs of the Blade, 2011
8. (en) The Air War, 2012
9. (en) War Master's Gate, 2013
10. (en) Seal of the Worm, 2014

- (en) Spoils of War, 2016, recueil de nouvelles

### SérieEchoes of the Fall
1. (en) The Tiger and the Wolf, 2016Prix British Fantasy 2017
2. (en) The Bear and the Serpent, 2018
3. (en) The Hyena and the Hawk, 2018

### SérieAfter the War
Le deuxième tome de cette série a été écrit par Justina Robson.
1. (en) Redemption's Blade, 2018

### SérieDans la toile du temps
1. Dans la toile du temps, Denoël, coll. « Lunes d'encre », 2018 ((en) Children of Time, 2015), trad. Henry-Luc Planchat, 592 p.  (ISBN 978-2-207-13859-5)Réédition, Gallimard, coll. « Folio SF » no 641, 2019, 704 p. (ISBN 978-2-07-285329-6) - Prix Arthur-C.-Clarke 2016
2. Dans les profondeurs du temps, Denoël, coll. « Lunes d'encre », 2021 ((en) Children of Ruin, 2019), trad. Henry-Luc Planchat, 576 p.  (ISBN 978-2-207-15996-5)Réédition, Gallimard, coll. « Folio SF » no 726, 2023, 688 p. (ISBN 978-2-07-301569-3) - Prix British Science Fiction du meilleur roman 2019
3. Dans le berceau du temps, Denoël, coll. « Lunes d'encre », 2025 ((en) Children of Memory, 2022), trad. Henry-Luc Planchat, 480 p.  (ISBN 978-2-207-16917-9)

### SérieChiens de guerre
1. Chiens de guerre, Denoël, coll. « Lunes d'encre », 2019 ((en) Dogs of War, 2017), trad. Henry-Luc Planchat, 320 p.  (ISBN 978-2-207-14186-1)Réédition, Gallimard, coll. « Folio SF » no 686, 2021, 400 p. (ISBN 978-2-07-293827-6)
2. (en) Bear Head, 2021
3. (en) Bee Speaker, 2025

### SérieThe Final Architecture
1. (en) Shards of Earth, 2021Prix British Science Fiction du meilleur roman 2021
2. (en) Eyes of the Void, 2022
3. (en) Lords of Uncreation, 2023

### SérieTerrible Worlds: Destinations
1. Sur la route d'Aldébaran, Le Bélial', coll. « Une heure-lumière » no 34, 2021 ((en) Walking to Aldebaran, 2019), trad. Henry-Luc Planchat, 160 p.  (ISBN 978-2-84344-990-1)
2. (en) One Day All This Will Be Yours, 2021
3. (en) And Put Away Childish Things, 2023Prix British Science Fiction de la meilleure fiction plus courte 2023

### SérieThe Tyrant Philosophers
1. (en) City of Last Chances, 2022Prix British Science Fiction du meilleur roman 2022
2. (en) House of Open Wounds, 2023
3. (en) Days of Shattered Faith, 2024

### UniversWarhammer

#### SérieWarhammer 40000
- Le Jour de l'Ascension, Black Library, 2022 ((en) Day of Ascension, 2022)

### Romans indépendants
- (en) Guns of the Dawn, 2015
- (en) Spiderlight, 2016
- Cuirassés, Le Bélial', coll. « Une heure-lumière » no 61, 2025 ((en) Ironclads, 2016), trad. Laurent Queyssi, 190 p.  (ISBN 978-2-38163-193-6)À paraître le 6 novembre 2025
- (en) The Expert System’s Brother, 2018
- (en) Made Things, 2019
- (en) Cage of Souls, 2019
- (en) Firewalkers, 2020
- (en) The Doors of Eden, 2020Prix Sidewise (format long) 2020
- Le Dernier des aînés, Le Bélial', coll. « Une heure-lumière » no 46, 2023 ((en) Elder Race, 2021), trad. Henry-Luc Planchat, 192 p.  (ISBN 978-2-38163-094-6)
- (en) Ogres, 2022
- (en) Alien Clay, 2024
- (en) Service Model, 2024
- (en) Saturation Point, 2024Prix British Science Fiction de la meilleure fiction plus courte 2024
- (en) Shroud, 2025
- (en) The Hungry Gods, 2025

### Recueil de nouvelles indépendant
- (en) Feast and Famine, 2013